# Mehrfamilienhaus Wendtstraße 9
Das Mehrfamilienhaus Wendtstraße 9 in der niedersächsischen Kreisstadt Cuxhaven-Döse im Landkreis Cuxhaven stammt vom ersten Drittel des 20. Jahrhunderts.
Aktuell (2024) wird es durch Wohnungen genutzt.
Das Gebäude steht unter Denkmalschutz (siehe auch Liste der Baudenkmale in Cuxhaven).

## Geschichte und Beschreibung
Eine Gruppe von drei- bis viergeschossigen Wohnbauten in Backstein entstand von 1927 bis 1929 beidseitig der Wendtstraße und um einen südlichen Platz.
Das viergeschossige traufständige verklinkerte Gebäude mit ziegelgedecktem Walmdach wurde 1927/28 nach Plänen des Architekten P. H. Noris für die Bauhütte Cuxhaven (Geschäftsführer Karl Olfers) gebaut. Die Fassade wurde gestaltet durch Steinbänder oberhalb und unterhalb der Fenster sowie eine steinerne Eingangsumrahmung (Westfassade).
Das Landesdenkmalamt befand u. a.: „… in der Grundgestaltung konventionell konzipiert sind, dabei aber wieder expressionistische Details aufweisen …“